# Winterborn (Pfalz)
Winterborn település Németországban, Rajna-vidék-Pfalz tartományban. Lakosainak száma 159 fő (2023. december 31.).

## Népesség
A település népességének változása:
| Lakosok száma | 204  | 172  | 165  | 173  | 166  | 159  |
|               | 1975 | 2017 | 2019 | 2021 | 2022 | 2023 |